# Barcella odora
Pour les articles homonymes, voir Barcella.
Genre
Espèce
Barcella odora est une espèce de palmiers. C'est l'unique représentant du genre Barcella (genre monotypique). C'est une espèce confinée à une petite zone des rives du rio Negro et de ses affluents au Brésil.  

## Classification
- Famille : Arecaceae
  - Sous-famille : Arecoideae
    - Tribu : Cocoseae
      - Sous-tribu : Elaeidinae

Ce genre monospécifique partage sa sous-tribu avec un autre genre "Elaeis" qui de par sa particularité à contenir deux espèces, l'une en Amérique tropicale et la seconde en Afrique tropicale, situe l'évolution tribale a une particularité géographique en limite de la séparation des continents américain et africain, comme un lien entre le Nouveau Monde et le vieux continent.
Le plus grand potentiel de ce palmier Barcella odora  réside dans une éventuelle hybridation avec les espèces africaines ou américaines d'Elaeis pour introduire de nouvelles caractéristiques (Hahn, 2002b; Asmussen et al., 2006 ; Baker et al., 2009, 2011 ; Comer et al., 2015, 2016),  .

## Liste d'espèces
Selon World Checklist of Selected Plant Families (WCSP) (29 décembre 2013) :
- Barcella odora (Trail) Drude (1881)

Selon NCBI (29 décembre 2013) :
- Barcella odora

Selon The Plant List (29 décembre 2013) :
- Barcella odora (Trail) Drude

Selon Tropicos (29 décembre 2013) (Attention liste brute contenant possiblement des synonymes) :
- Barcella odora (Trail) Drude

### Genre
- (en) GRIN : genre Barcella  (Trail) Trail ex Drude (+liste d'espèces contenant des synonymes) (consulté le 29 décembre 2013)
- (en) World Checklist of Selected Plant Families (WCSP) : Barcella  (Trail) Drude (1881)  (consulté le 29 décembre 2013)
- (en) NCBI : Barcella (taxons inclus) (consulté le 29 décembre 2013)
- (en) The Plant List : Barcella  (consulté le 29 décembre 2013)
- (en) Tropicos : Barcella Trail ex Drude  (+ liste sous-taxons) (consulté le 29 décembre 2013)

### Espèce
- (en) JSTOR Plants : Barcella odora  (consulté le 29 décembre 2013)
- (en) World Checklist of Selected Plant Families (WCSP) : Barcella odora  (consulté le 29 décembre 2013)
- (en) NCBI : Barcella odora (taxons inclus) (consulté le 29 décembre 2013)
- (en) The Plant List : Barcella odora (Trail) Drude  (source : KewGarden WCSP) (consulté le 29 décembre 2013)
- (en) Tropicos : Barcella odora (Trail) Drude  (+ liste sous-taxons) (consulté le 29 décembre 2013)